# Trichomycterus landinga
Trichomycterus landinga är en fiskart som beskrevs av Triques och Vono 2004. Trichomycterus landinga ingår i släktet Trichomycterus och familjen Trichomycteridae. Inga underarter finns listade i Catalogue of Life.